# 1935 في فلسطين الانتدابية
أحداث عام 1935 في الانتداب البريطاني على فلسطين.

## أصحاب المناصب
- المفوض السامي - السير آرثر جرينفيل واشوب
- أمير شرق الأردن - عبد الله بن الحسين
- رئيس وزراء شرق الأردن - إبراهيم هاشم

## الأحداث
- وفقًا للإحصاءات الرسمية، كان هناك 61،854 مهاجرًا يهوديًا خلال عام 1935.
- 4 يناير- البريطانيون يفتتحون خط أنابيب نفط الموصل - حيفا، وهو خط أنابيب نفط رئيسي بين حقول نفط الموصل في العراق وميناء حيفا على البحر المتوسط في فلسطين.
- 10 فبراير- تأسيس نهاريا.
- نيسان- تأسيس الحزب العربي الفلسطيني.
- 2-10 أبريل- إقامة دورة ألعاب المكابيه الثانية في تل أبيب، على الرغم من المعارضة البريطانية.
- 5 - 6 مايو- قدمت الفنانة المصرية الشهيرة أم كلثوم عرضًا في مسرح المغاربة في تل أبيب، واستمر بعد ذلك في القدس وحيفا.
- 23 يونيو- تأسيس حزب الإصلاح (فلسطين).
- 16 تشرين الأول- اكتشاف شحنة أسلحة صهيونية في ميناء يافا يؤدي إلى اضطرابات في جميع أنحاء فلسطين.
- 20 تشرين الثاني/ نوفمبر- مقتل الشيخ محمد عز الدين القسام، الداعية الإسلامي السني وزعيم منظمة الكف الأسود المسلحة.

## تواريخ غير معروفة
- تأسيس الكتلة الوطنية (فلسطين).

## المواليد البارزة
- 7 كانون الثاني (يناير)- نعوم شريف، الملحن والقائد الموسيقي الإسرائيلي (توفي 2018)
- 18 يناير- جاد يعقوبي، وزير إسرائيلي وسفير لدى الأمم المتحدة وعضو كنيست من حزب العمل (توفي عام 2007).
- 19 كانون الثاني (يناير)- إيلان عميت، الاستراتيجي الإسرائيلي، ومستشار الحكومة، ومحلل الموساد (توفي عام 2013)
- 1 فبراير- زئيف الموج، ضابط في البحرية الإسرائيلية، والقائد العام السابق للبحرية الإسرائيلية ومدير أحواض بناء السفن الإسرائيلية.
- 17 فبراير - أوري ايلان، جندي إسرائيلي انتحر في الأسر السورية، بطل قومي في إسرائيل (توفي عام 1955)
- 27 شباط (فبراير)- يعقوب تورنر، سياسي إسرائيلي وضابط عسكري وقائد شرطة ورئيس بلدية بئر السبع
- 24 آذار/ مارس- جاكوب توركل قاضٍ إسرائيلي، قاضٍ سابق في المحكمة العليا الإسرائيلية
- 29 آذار/ مارس- بواز كوفمان لاعب كرة قدم ومدير كرة قدم إسرائيلي
- 2 نيسان/ أبريل- أوريل لين، سياسي ومحامي إسرائيلي
- 8 نيسان/ أبريل- أفي بريمور، دبلوماسي إسرائيلي ودعاية
- 15 حزيران/ يونيو- شمعون إيفن، عالم كمبيوتر إسرائيلي (توفي عام 2004)
- 1 يوليو- شموليك كراوس، مغني وممثل إسرائيلي (توفي عام 2013)
- 5 تموز (يوليو)- شيفاه فايس، عالم سياسي وسياسي إسرائيلي (في بولندا).
- 13 يوليو- دان الماغور، الكاتب المسرحي الإسرائيلي
- 9 سبتمبر- الممثل الإسرائيلي حاييم توبول (توفي عام 2023)
- 30 تشرين الأول (أكتوبر)- إبراهيم ستيرن سياسي إسرائيلي (توفي عام 1997)
- 1 تشرين الثاني (نوفمبر)- إدوارد سعيد، المنظر الأدبي الفلسطيني الأمريكي (توفي 2003)
- 4 تشرين الثاني (نوفمبر)- أوري زوهار، المخرج والممثل والممثل الكوميدي الإسرائيلي السابق الذي غادر عالم الترفيه ليصبح حاخامًا (توفي عام 2022 ).
- 15 تشرين الثاني- محمود عباس رئيس السلطة الوطنية الفلسطينية
- 24 تشرين الثاني (نوفمبر)- شلومو عمار، سياسي إسرائيلي
- 15 كانون الأول- عدنان بدران رئيس الوزراء الأردني الأسبق
- 24 كانون الأول- أرنون سوففر، ديموغرافي إسرائيلي
- التاريخ الكامل غير معروف
  - سعيد أبو الريش، صحفي وكاتب عربي فلسطيني (توفي عام 2012).
  - إميل جرجوي، سياسي فلسطيني عربي (توفي عام 2007).
  - أفيغدور نيبنزال، حاخام إسرائيلي وبوزيك
  - موشيه ليفينجر، حاخام إسرائيلي وناشط استيطاني (توفي عام 2015).
  - إيتان تشيرنوف، ناشط إسرائيلي في مجال البيئة (توفي عام 2002).
  - ديفيد أوسيشكين، عالم آثار إسرائيلي.

## الوفيات
- 9 يونيو- تُوفي مرياهو ليفين (مواليد 1867)، حاخام روسي (بيلاروسيا) وناشط صهيوني.
- 1 أيلول (سبتمبر)- تُوفي أبراهام إسحاق كوك (مواليد 1865)، روسي (لاتفيا) المولد. أول أشكنازي كبير الحاخام في الانتداب البريطاني على فلسطين.
- 20 تشرين الثاني (نوفمبر)- تُوفي عز الدين القسام (مواليد 1882)، رجل دين فلسطيني مسلم سوري المولد أسس وترأس حركة الكف السوداء المسلحة وعدد من الحركات الأخرى المعادية لليهود والبريطانيين. كان مركزه في حيفا ورئيس جمعية الشبان المسلمين هناك.